# Tiefencastel
Tiefencastel (en romanche Casti) era una comuna suiza del cantón de los Grisones. El 1 de enero de 2015 se fusionó con las antiguas comunas de Alvaschein, Mon, Stierva, Alvaneu, Brienz/Brinzauls y Surava para constituir la nueva comuna de Albula/Alvra.

## Lengua
La lengua tradicional del pueblo fue hasta mediados de siglo XIX el retorromano. En 1880 el 88,9% de la población hablaba esta lengua. Fue a partir de principios del siglo XX que la lengua fue perdiendo importancia: en 1910 todavía un 79,25% hablaba romanche, en 1941 ya no eran sino el 60,7%, en 1970 53,55%, en 1980 44,77%, 42,68% en 1990 y 37,83% actualmente. Estos porcentajes nos indican la forma en que el romanche está desapareciendo en la región, mientras que el alemán la conquista.